# Andreaskathedraal (Öskemen)
De Kathedraal van de Heilige Apostel Andreas (Russisch: Собор Андрея Первозванного) is een russisch-orthodoxe kathedraal in de stad Öskemen in Kazachstan. De kathedraal werd tussen 2001 en 2007 door de architect Joeri Michailovitsj Trasjkov gebouwd en biedt plaats aan ongeveer 2.000 personen. Het adres van de kathedraal is Oelitsa Lichareva, 16, Öskemen (Oest-Kamenogorsk).

## Geschiedenis
De bouw van de kathedraal was een initiatief van de kerkelijke autoriteiten. De aartsbisschop van Astana en Almaty en de vicaris van het Drie-eenheidsklooster van Öskemen deden een beroep op een voormalige gouverneur van Oost-Kazachstan om een stuk grond voor de bouw aan te wijzen. De burgemeester van de stad Öskemen steunde het plan, maar stelde de voorwaarde dat de kathedraal uit giften van particulieren moest worden gefinancierd. Naast particulieren droegen ook een aantal bedrijven financieel bij aan de oprichting van de kathedraal. Besloten werd de kathedraal te bouwen naast het Drie-eenheidsklooster van Öskemen. Het ontwerp van het gebouw werd de architecten Joeri Michailovitsj Trasjkov toevertrouwd. Op 6 augustus 2006 werd in de kathedraal voor het eerst een Goddelijke Liturgie opgedragen. Sinds Kerstmis 2008 worden er dagelijks erediensten gevierd.

## Architectuur
De kathedraal is gebouwd in de traditie van de Russische kerkarchitectuur. Het gebouw betreft een klassieke centraalbouw met een grote gouden koepel in het midden en vier kleinere gouden koepels op de hoeken van de kerk. Boven de ingang van de kerk bevindt zich een klokkentoren met groen dak. De kathedraal heeft een prachtige, witte, vier verdiepingen tellende iconostase gemaakt door ambachtslieden uit het Russische Volgodonsk. Het hoofdaltaar is gewijd aan de apostel Andreas.